# Тускулум

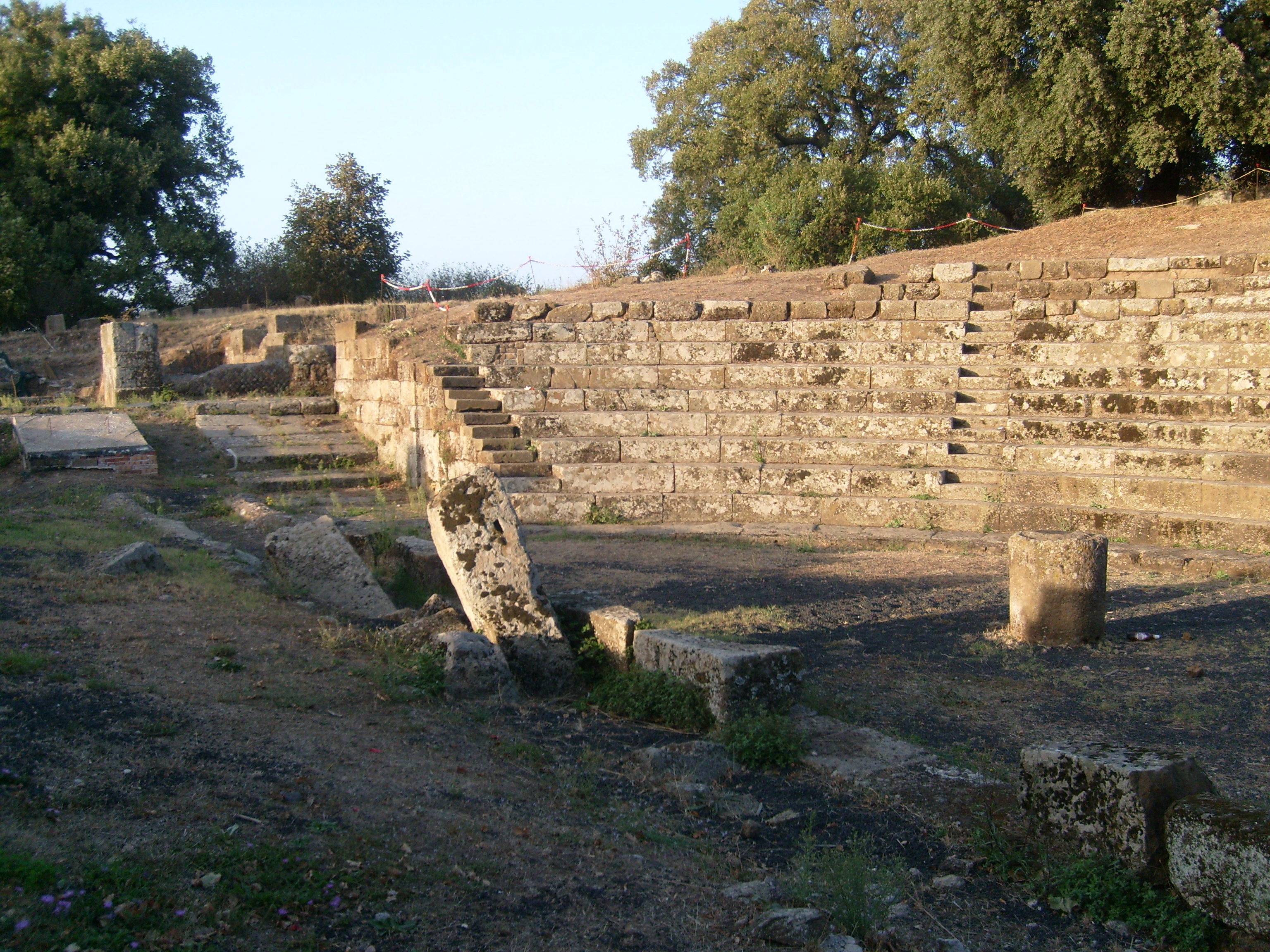
Залишки амфітеатру

Тускулум, Тускул (лат. Tusculum) — у стародавні часи та середньовіччя місто у Альбанських горах регіону Лаціо, на південний схід (бл. 25 км) від Рима. Зруйноване у 12 столітті.
Місто було засноване етрусками (). Після поразки у першій латинській війні у 496 р. до н. е. вступило в союз з Римом та у 379 році отримало римське право як municipium sine suffragio. Місто виступило знов проти Риму у другій латинські війні, та після перемоги римлян громадяни Тускулума вже отримали повне римське право. У передмістях Тускулума мали вілли багаті римські громадяни — Лукулл, Гортал, Цезар, Като. Цицерон навіть написав свої знамениті Tusculanae disputationes — Тускуланські бесіди.
У 10-12 століттях там існувало графство Тускуланське. Графи Тускулумські у 11 столітті захоплюють у своє володіння Рим. З 1012 по 1045 від них було поставлено три папи римські — Бенедикт VIII, Іван XIX, Бенедикт IX.
Після укладання миру між папою Целестином III та імператором Генріхом VI римляни зруйнували місто. Його руїни знаходяться тепер за межею міста Фраскаті — міста закладеного рештками населенням Тускулума.